# Ligne de l'aéroport de Taoyuan
 (octobre 2022).
Si vous disposez d'ouvrages ou d'articles de référence ou si vous connaissez des sites web de qualité traitant du thème abordé ici, merci de compléter l'article en donnant les références utiles à sa vérifiabilité et en les liant à la section « Notes et références ».
La ligne de l'aéroport de Taoyuan (chinois traditionnel : 桃園機場捷運, anglais : Taoyuan Airport MRT, code A) est une ligne de métro à Taipei, Nouveau Taipei, Taoyuan opérée par Taoyuan Metro.

## Tracé

Plan de ligne de l'aéroport de Taoyuan

## Construction
Le 2 mars 2017, la première partie de la ligne est entrée en service, reliant Taipei Main Station à Huanbei, grâce à 51,03 km de voies et 21 stations.

## Stations en service
| Code | Nom anglais                      | Nom chinois  | District   | Notes |
| ---- | -------------------------------- | ------------ | ---------- | --- |
| A1   | Taipei Main Station              | 臺北車站     | Zhongzheng | Correspondance avec le THSR, le TRA, la ligne Tamsui-Xinyi, la ligne Bannan et la Ligne Songshan-Xindian(Taipei Metro): Taipei Main Station |
| A2   | Sanchong                         | 三重         | Sanchong   | Correspondance avec la ligne Zhonghe-Xinlu(Taipei Metro)                                                                                    |
| A2a  | Erchong                          | 二重         | Sanchong   | |
| A3   | New Taipei Industrial Park       | 新北產業園區 | Xinzhuang  | Correspondance avec la ligne circulaire(Taipei Metro)                                                                                       |
| A4   | Xinzhuang Fuduxin                | 新莊副都心   | Taishan    | |
| A5   | Taishan                          | 泰山         | Taishan    | |
| A5a  | Wenzizun                         | 塭仔圳       | Taishan    | Correspondance avec le Tramway de Wugu-Taishan et Tramway de Taishan-Banqiao                                                                |
| A6   | Taishan Guihe                    | 泰山貴和     | Taishan    | |
| A7   | National Taiwan Sport University | 體育大學     | Guishan    | |
| A8   | Chang Gung Memorial Hospital     | 長庚醫院     | Guishan    | Correspondance avec la ligne grise(Taoyuan Metro) et le Tramway de Linkou                                                                   |
| A9   | Linkou                           | 林口         | Linkou     | |
| A10  | Shanbi                           | 山鼻         | Luzhu      | Correspondance avec la ligne Taoyuan-Luzhu-Guanyin                                                                                          |
| A11  | Kengkou                          | 坑口         | Luzhu      | Correspondance avec la ligne verte(Taoyuan Metro) et ligne Taoyuan-Luzhu-Guanyin                                                            |
| A12  | Airport Terminal 1               | 機場第一航廈 | Dayuan     | |
| A13  | Airport Terminal 2               | 機場第二航廈 | Dayuan     | |
| A14  | Airport Terminal 3               | 機場第三航廈 | Dayuan     | |
| A14a | Airport Hotel                    | 機場旅館     | Dayuan     | |
| A15  | Dayuan                           | 大園         | Dayuan     | Correspondance avec la ligne grise(Taoyuan Metro)                                                                                           |
| A16  | Hengshan                         | 橫山         | Dayuan     | Correspondance avec la ligne verte(Taoyuan Metro)                                                                                           |
| A17  | Linghang                         | 領航         | Dayuan     | |
| A18  | Taoyuan HSR Station              | 高鐵桃園站   | Zhongli    | Correspondance avec le THSR: Taoyuan et la ligne Taoyuan-Qingpu                                                                             |
| A19  | Taoyuan Sports Park              | 桃園體育園區 | Zhongli    | |
| A20  | Xingnan                          | 興南         | Zhongli    | |
| A21  | Huanbei                          | 環北         | Zhongli    | Correspondance avec la ligne orange(Taoyuan Metro)                                                                                          |
| A22  | Laojie River                     | 老街溪       | Zhongli    | Correspondance prévue avec la ligne Zhongli-Xinwu                                                                                           |
| A23  | Zhongli Railway Station          | 中壢車站     | Zhongli    | Correspondance avec le TRA |
| A24  | Zhongli Sports Park              | 中壢體育園區 | Zhongli    | Correspondance avec la ligne verte(Taoyuan Metro) et ligne Neili-Songwu-Yangmei                                                             |